# Manuel Berzunza

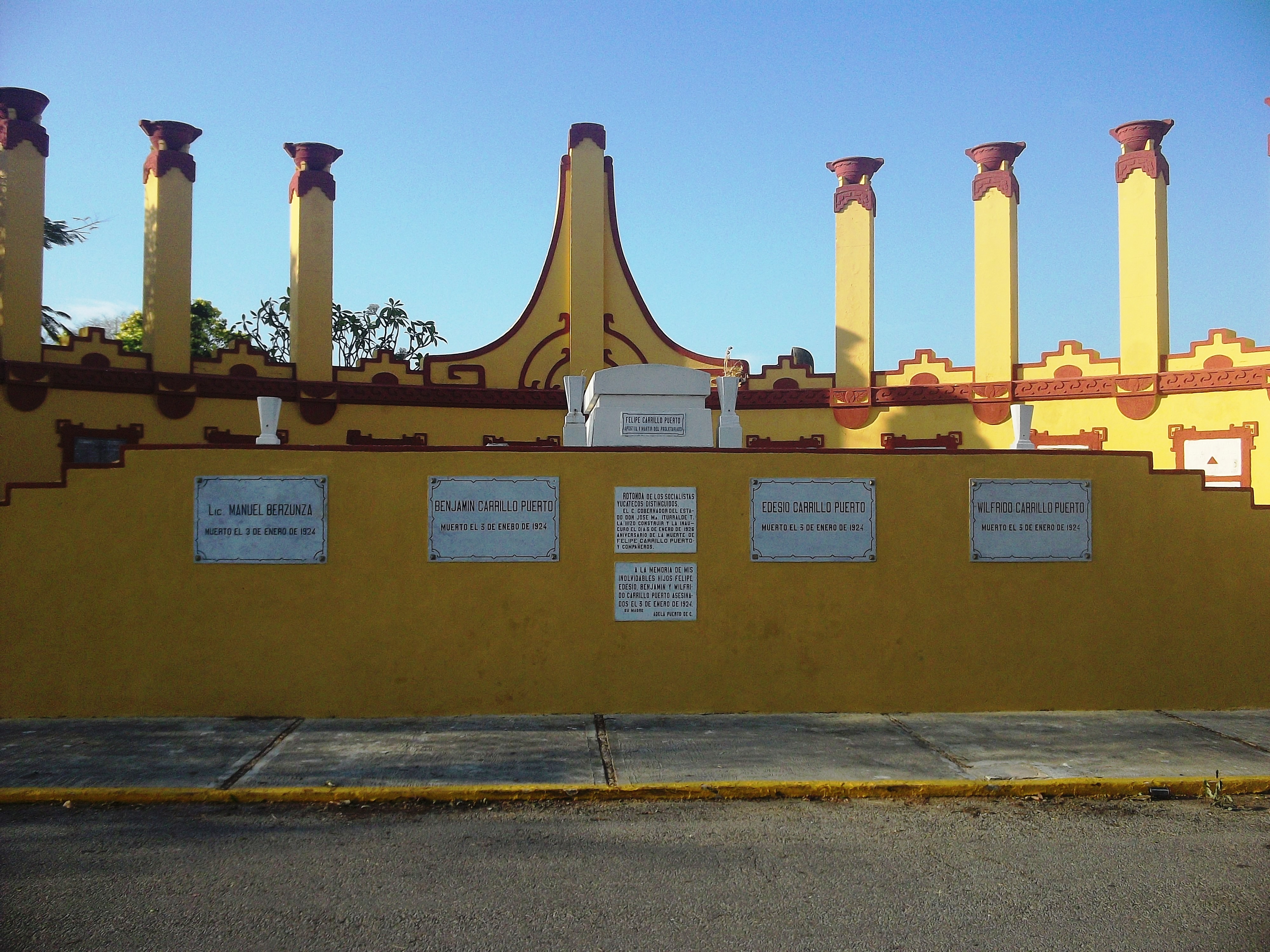
La cripta de Manuel Berzunza se encuentra en la Rotonda de los Hombres Ilustres en el Cementerio General de Mérida, Yucatán.

Manuel Berzunza y Berzunza ( Mérida; 1893 -  Mérida, 3 de enero de 1924) fue un político mexicano nacido en Mérida, Yucatán y muerto en la misma ciudad. Fue gobernador interino de Yucatán, inmediatamente anterior a la administración de Felipe Carrillo Puerto, su amigo y correligionario, y durante la cual pasó a ser presidente del ayuntamiento de Mérida. Fue fusilado junto con los hermanos Carrillo Puerto y otros miembros del Partido Socialista del Sureste después de la asonada en la que el usurpador Juan Ricárdez Broca derrocó a Felipe Carrillo.

## Biografía
Berzunza nació en Mérida, pero fue enviado a vivir con sus abuelos en la ciudad de San Francisco de Campeche desde muy niño. Hizo allí sus primeros estudios, se graduó de bachiller en el Instituto Campechano y, al negársele el ingreso en la Escuela de Leyes de Campeche por haber participado en actividades estudiantiles en contra del porfiriato, se trasladó a la Ciudad de México donde cursó la carrera y obtuvo el título de abogado en 1915.
Regresó más tarde a Mérida, Yucatán para trabajar como secretario del Juzgado de Distrito durante la administración de Salvador Alvarado y desarrolló intensa actividad política en favor de la corriente socialista.
Se hizo miembro del Partido Socialista del Sureste colaborando en su fundación con Felipe Carrillo Puerto. Impulsado por ese partido fue diputado federal por Yucatán al Congreso de la Unión de México. También fue diputado localy editor del periódico "El Socialista" a finales de 1920.
Fue uno de los miembros de la XXVI Legislatura de Yucatán, una colisión de socialistas que batallaron intentos de contra-revolución por parte del PLY (Partido Liberal Yucateco) liderados por el Coronel Isaías Zamarripa, bajo órdenes de Venustiano Carranza. 
Tras la salida de Alvarado de Yucatán y en el proceso de re-ascenso al poder de los socialistas, el doctor Hircano Ayuso gobernador de Yucatán, tuvo diferencias con el carrillismo y decidió retirarse de su encargo. Entonces, Eladio Domínguez asumió el poder público el 1 de febrero de 1921 con el único fin de promulgar la modificación en la constitución yucateca que cambió de 35 a 25 años la edad mínima para ser gobernador en el estado. Tres días después, el 4 de febrero, Domínguez dio paso a la designación que hizo el Congreso de Yucatán de Manuel Berzunza como gobernador interino, quien tenía entonces 28 años. Berzunza asumió el poder desde entonces hasta agosto de 1922, fecha en que Carrillo Puerto, electo gobernador previamente, llegó al cargo para el periodo de 1922 a 1926.
Durante su gobierno, continuó con el reparto de tierras que había comenzado Alvarado. Repartió más de 140 000 hectáreas, esto se logró mediante una reforma aprobada por su gobierno donde se reconoce a los ayuntamientos como autoridades en esta materia, con facultad para iniciar trámites de expropiación, repartición, o asignación de tierras. Esta ley igualmente provocó malestar entre los hacendados y los grupos conservadores, estos son algunos antecendetes que llevaron a su sucesor, Carrillo Puerto, a crear la Ley de Tierras Ociosas.
Al asumir la gubernatura Carrillo Puerto, Manuel Berzunza fue presidente municipal de Mérida. Durante este cargo se volvió aun más cercano con Carrillo Puerto y se unió en su misión de librar la situación política del estado creada por la infidencia militar, sin recurrir a la violencia y a enfrentamientos. 
Al producirse la asonada de los sedicentes delahuertistas que derrocó a Carrillo Puerto, Berzunza fue apresado junto con su compañero y correligionario y 11 personajes más, entre los cuales tres hermanos de Felipe Carrillo. Los trece fueron fusilados tras un juicio sumarísimo en el panteón civil de Mérida a las 4:45 de la madrugada del 3 de enero de 1924.

## Homenajes
El legado de Berzunza se recuerda en la actualidad con el monumento en el Cementerio General de Mérida, en la "Rotunda de los Socialistas Distinguidos". 
En 1972, el gobernador de Yucatán Carlos Loret de Mola Mediz anunció la construcción del "Anillo Periférico Lic. Manuel Berzunza", una carretera que recorrería toda la ciudad de Mérida, decidió darle el nombre de Berzunza como una forma de rescatar del olvido a uno de los personajes históricos vinculados con Carrillo Puerto.
En 2024 se presentó el libro Berzunza de Raúl Vela Sosa, publicado por el Colegio de Economistas de Yucatán y la Academia Cultural Peninsular. Para la realización de esta semblanza de 75 páginas de Manuel Berzunza, el autor visitó "el Archivo General del Estado, consultó periódicos de la época, el Diario de Debates de la Cámara de Diputados, diarios oficiales, entre otros documentos".